# Estádio Aluízio Ferreira
O Estádio Aluízio Ferreira, ou simplesmente conhecido como Aluizão, é um estádio de futebol brasileiro localizado na cidade de Porto Velho, no estado de Rondônia.
Desde sua inauguração, o estádio sediou inúmeras partidas do Campeonato Rondoniense, além de partidas da Copa Verde, Copa do Brasil, Série C e Série D do Campeonato Brasileiro.

## Histórico
No início da década de 1950, foi escolhido - onde atualmente é o bairro de Arigolândia - o local de construção do estádio, que receberia o nome em homenagem à Aluísio Ferreira, político e primeiro governador do Território Federal do Guaporé (atual Rondônia) entre 1942 a 1957. A construção do "Aluizão" foi concluída apenas em 17 de maio de 1957, tendo a partida inaugural sido entre Ferroviário-RO e Flamengo-RO, terminando no placar de 3–1 para o Ferrim.
O Estádio recebeu inúmeros jogos importantes da conhecida Torneio Integração da Amazônia, também conhecida como Copão da Amazônia, dos embates dos clubes da Capital Ferroviário Atlético Clube (Rondônia) e Moto Esporte Clube contra os clubes do Estado do Acre e Amapá.
Em 22 de agosto de 1965, o Bahia venceu por 9–1 o Ypiranga-RO, sendo a maior goleada do estádio até 2001, quando o Genus venceu o Shallon pelo placar de 13–1. Em 27 de fevereiro de 1997, foi batido o recorde de público do estádio, onde 7 427 espectadores acompanharam uma derrota do Ji-Paraná frente o Botafogo pelo placar de 3–1.
Em 05 de junho de 2016, pela segunda fase da Copa do Brasil de Futebol de 2016 a Ponte Preta venceu por 1 x 0 o Sport Club Genus de Porto Velho, em um jogo equilibrado, os donos da casa, que nunca havia chegado tão longe em uma disputa nacional, para um público presente de 4.070 sendo um dos maiores públicos registrados no Estádio Aluizão, após inúmeras reformas e redução de sua capacidade.
Visando a Copa Verde de 2016, o estádio passou por reformas com previsão de ter sido iniciada no início de 2016, sendo terminada em março do mesmo ano. Em 2017, passou por novas reformas após vistoria do Corpo de Bombeiros no final de 2016. Em 2019, teve uma grande reforma com custo de R$ 1 milhão, tendo previsão da obra ser entregue em 180 dias, fazendo com que o estádio não pudesse sediar partidas do Campeonato Rondoniense de 2020. Era para ter sido terminada no primeiro semestre de 2020, mas com a pandemia de COVID-19 em Rondônia, as obras foram atrasadas.
Em 24 de fevereiro de 2023, com o objetivo de "incentivar a cultura, comunicação e liberdade de expressão, com ênfase aos jovens artistas", a parte externa do estádio foi revitalizada por um grupo de grafiteiros, com o tema de "Futebol Mundial".